# Bistum Kitale
Das Bistum Kitale (lat.: Dioecesis Kitalensis) ist eine in Kenia gelegene römisch-katholische Diözese mit Sitz in Kitale. Es umfasst die Countys Trans-Nzoia und West Pokot.

## Geschichte
Papst Johannes Paul II. gründete es mit der Apostolischen Konstitution Magis in dies  am 3. April 1998 aus Gebietsabtretungen des Bistums Eldoret und es wurde dem Erzbistum Kisumu als Suffragandiözese unterstellt.

## Bischöfe von Kitale
- Maurice Anthony Crowley SPS, 1998–2022
- Henry Juma Odonya, seit 2022